# 刘书田
刘书田（1940年12月—），山东滕州人，中國人民解放軍上将，中共第十五屆、十六届中央委员。1992年毕业于解放军南京政治学院。

## 简历
- 1958年12月参加中国人民解放军。
- 1960年6月加入中国共产党。历任排长，师政治部科干事、副科长、科长。
- 1980年任团政治委员。1983年任炮兵师政治委员。
- 1986年任集团军政治部主任。 1988年7月任集团军政治委员。
- 1988年8月被授予少将军衔。
- 1992年毕业于解放军南京政治学院。
- 1994年12月任广州军区副政治委员兼纪律检查委员会书记、党委常委
- 1996年7月晋升为中将军衔。
- 1998年8月任广州军区政治委员、党委书记。
- 2002年6月晋升上将军衔。
- 2003年12月任成都军区政治委员。